# Daigo-ji
Daigo-ji (醍醐寺, Daigo-ji) és un temple budista shingon situat a Fushimi-ku, Kyoto, Japó. La honzon —devoció principal— és Bhaisajyaguru, el Buda de la Medicina. Daigo, literalment «ghi», és un terme utilitzat figuradament com a significat del «millor del millor», una metàfora de la part més profunda dels pensaments budistes.

## Història
El temple fou fundat durant el Període Heian, l'any 874, per Rigen-daishi (Shōbō). Després de caure malalt i abdicat el 930, l'Emperador Daigo va ingressar en les seves dependencies. Com a monjo budista, va prendre el nom de Hō-Kongo; i poc després, va morir a l'edat de 46 anys. Va ser enterrat en el temple, pel que el seu nom pòstum va ser Daigo.

## Tresors nacionals

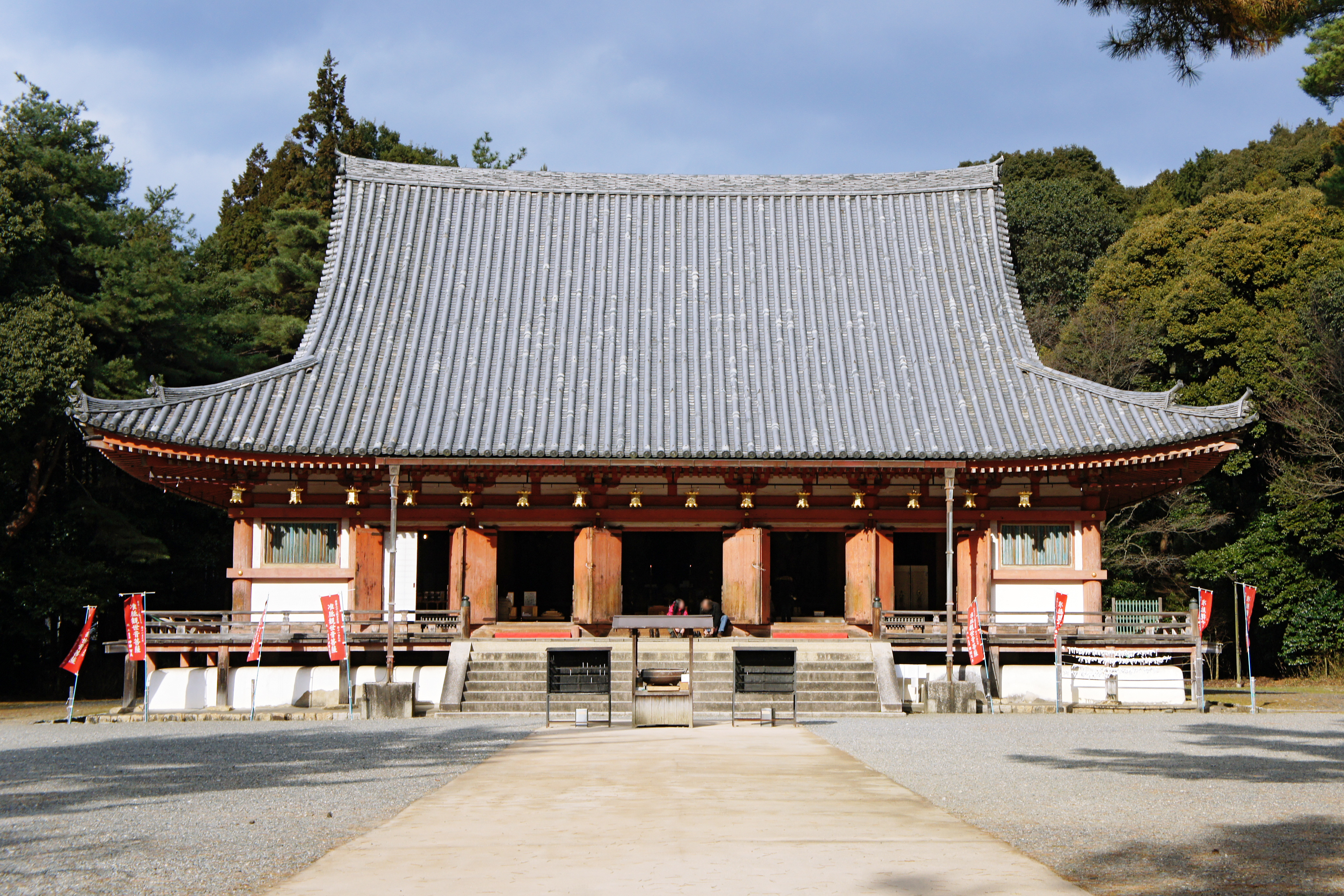
Kondō (Sala daurada) de Daigo-ji, Tresor Nacional del Japó

Diverses estructures, incloent el kondō i la pagoda de cinc pisos, estan qualificades com a Tresors Nacionals del Japó. El temple posseeix 18 tresors nacionals, incloent els edificis i altres obres; i conté, a més a més, dotzenes d'importants béns culturals. Les pintures murals van ser objecte d'una investigació acadèmica, que va guanyar el Premi de l'Acadèmia Imperial del Japó el 1960.
També forma part dels «Monuments històrics de l'antiga Kyoto», pel que està designat com a Patrimoni de la Humanitat per la UNESCO.

## Jardí

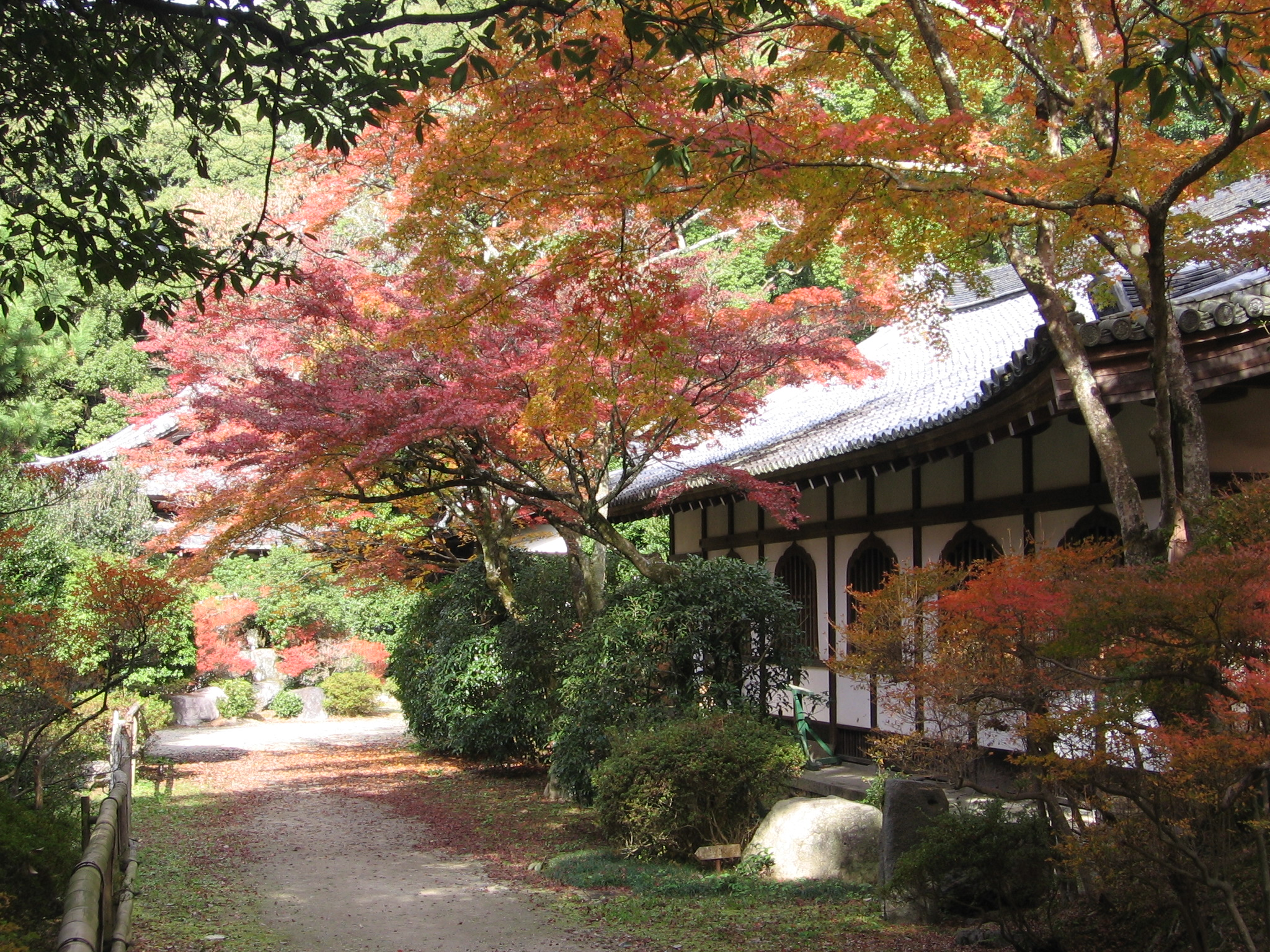
Colors a la tardor dels Acer palmatum (momiji) a Daigo-ji

Més de set segles després de la seva fundació, Toyotomi Hideyoshi establir una famosa festa per veure els cirerers en flor —anomenada Daigo no hanami— a partir d'una visió en la que se li manifestà Daigo al temple de Sambō-in.

## Traçat

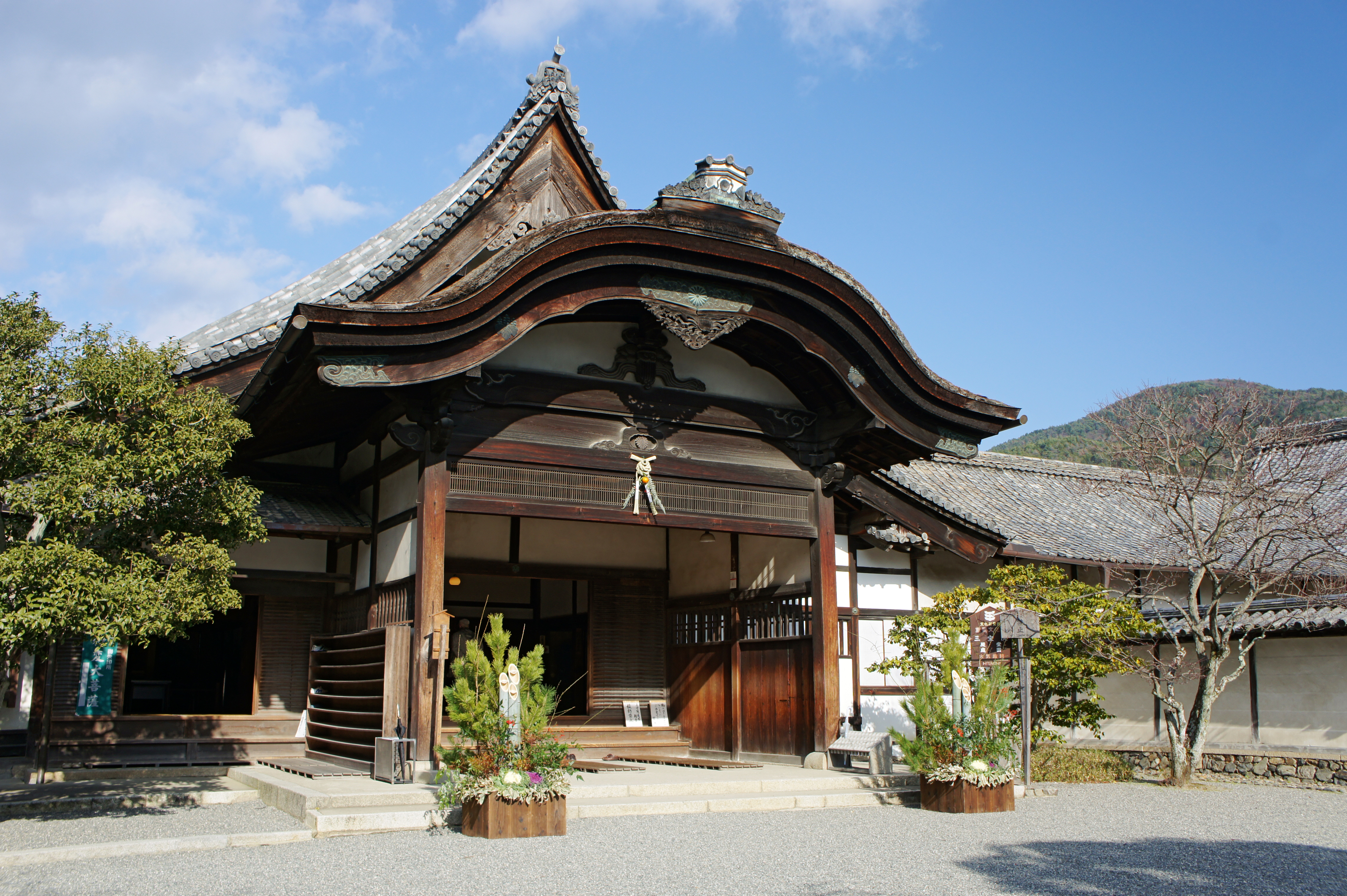
L'entrada a Sambō-in

Daigo-ji està format estructuralment per tres parts: Sambo-in, Shimo-Daigo (Baix Daigo), i Kami-Daigo (Ala Daigo). Sambo-in i Shimo-Daigo es troben a la base de la muntanya, de fàcil accés, i atrauen més turisme; Kami-Daigo està al cim de la muntanya, requereix una caminada llarga i, per tant, menys és visitat. Els carrers al voltant de Sambo-in es poden recórrer lliurement, però Sambo-in, el museu, Shimo-Daigo, o Kami-Daigo tenen accés restringit i sols mitjançant entrades. Sambō-in compren diversos complexos emmurallats, connectats per carrers plens de flors de cirerer. Conté el temple pròpiament dit, incloent un jardí de te, un museu, i altres complexos. Shimo-Daigo és un gran recinte, que conté sales individual, incloent l'edifici més antic de Kyoto, junt amb espais oberts. Kami-Daigo, a part d'un petit grup d'edificis a la base, es troba al cim de la muntanya, i es pot arribar travessant Shimo-Daigo, o per un camí al costat d'aquest. A l'entrada al complex principal es troba la Daigo-Sui, una font d'aigua sagrada, que fou l'origen de Daigo-ji. Seguint muntanya amunt s'assoleix la cimera, amb altres sales, entre les quals destaca el Kaisan-dō Sala del fundador (開山堂). Darrere de la muntanya hi ha el Oku-no-in (奥之院, Santuari interior) i una gruta amb un parell d'estàtues. A prop es troba el Higashi-no-nozoki Vigia de l'est (東の覗き).